# Darcelys
Marcel Louis Domergue dit Darcelys, né le 11 décembre 1900 à Anduze (Gard) et mort le 20 novembre 1973 en son domicile marseillais, est un chanteur et acteur français.

## Biographie
Darcelys fait ses débuts à Marseille, en reprenant le répertoire de Dalbret.
Il « monte » à Paris en 1926, avec un répertoire nouveau de chansons à « la bonne humeur marseillaise », de genre dit « méridional » (comme le répertoire d'Alibert).
Il était un ami de Berthe Sylva qu'il épaulera jusqu'à la mort de cette dernière.[réf. nécessaire]

## Chansons
- 1923 : En fumant la cigarette
- 1924 : On dit ça au piano
- 1925 : Cœur de chien
- 19xx : Béret américain (le)
- 1926 : Printemps nous appelle (le)
- 1926 : Vengué dé piés
- 1925 : Je suis du midi
- 1936 : Je n'ai plus mon cabanon
- 1938 : Le Rhône est un fils de Provence
- 1939 : J'ai le cœur rempli de soleil
- 1941 : Une partie de pétanque
- 1945 : Aujourd'hui peut-être
- 1957 : Zou! Un peu d'aïoli (Andrex?)

et aussi :
- 1938 : Deux grands yeux noirs
- 19xx : À Toulon
- 19xx : Casquettes blanches
- 19xx : Un petit cabanon (avec Marguerite Willy)
- 19xx : Youpi! la valse du racati
- 19xx : Dans les jardins de la riviera
- 19xx : Tout autour de la corniche (avec Marguerite Willy)
- 19xx : La valse des cols bleus
- 19xx : Une partie de pétanque

## Filmographie
- 1932 : Quand tu nous tiens, amour de Maurice Cammage
- 1934 : Les Bleus de la marine de Maurice Cammage
- 1934 : Angèle de Marcel Pagnol
- 1946 : Cœur de coq de Maurice Cloche